# Бедренец козельцовый
Бедренец козельцовый (лат. Pimpinella tragium) — многолетнее травянистое растение, вид рода Бедренец (Pimpinella) семейства Зонтичные (Apiaceae). В литературе и интернет-источниках встречается под названием Бе́дренец разрезаннолистный (лат. Pimpinella tomiophylla ), которое является устаревшим синонимом. 

## Распространение и экология
Ареал вида охватывает юго-восточные районы европейской части России. Эндемик. Описан с горы Тратау.
Произрастает на известковых склонах.

## Биологическое описание
Корневище толстое, деревянистое, ветвистое, многоглавое, густо одетое тёмно-бурыми остатками листовых черешков.
Всё растение коротко серовато-опушённое. Стебли высотой 15—25 см выс, прямые, ветвистые.
Прикорневые листья многочисленные, на черешках, почти равных пластинке или более коротких, в очертании яйцевидные, дважды или трижды перисто-рассечённые, конечные дольки линейные, длиной 3—7 мм, шириной и около 1,5 мм, острые. Стеблевые листья в числе нескольких, более мелкие и менее рассечённые; верхушечные — с недоразвитой пластинкой или последняя отсутствует.
Зонтики в поперечнике 2—2,5 см, с 10 неодинаковыми, плотно опушёнными лучами. Обёртки и обёрточки нет. Лепестки беловатые, длиной около 1 мм, на спинке густо опушённые.
Зрелые плоды не известны.

## Классификация

### Таксономия[2]
Pimpinella tragium Vill., 1779, Prosp. Hist. Pl. Dauphiné : 24
Бедренец козельцовый входит в род Бедренец (Pimpinella) семейства Зонтичные (Apiaceae) порядка Зонтикоцветные  (Apiales). Кладограмма в соответствии с Системой APG IV:
|  |                                      |  |                                   |                                   |                     |  | ещё 6 семейств | ещё 6 семейств |                      |  |                             |  | еще 171 подтвержденный и 73 в статусе "непроверенных" видов и инфравидовых таксонов | еще 171 подтвержденный и 73 в статусе "непроверенных" видов и инфравидовых таксонов |  |
|  |                                      |  |                                   |                                   |                     |  | ещё 6 семейств | ещё 6 семейств |                      |  |                             |  | еще 171 подтвержденный и 73 в статусе "непроверенных" видов и инфравидовых таксонов | еще 171 подтвержденный и 73 в статусе "непроверенных" видов и инфравидовых таксонов |  |
|  |                                      |  |                                   | порядок Зонтикоцветные            |                     |  |                |                | род Бедренец         |  |                             |  |                                                                                     |                                                                                     |  |
|  |                                      |  |                                   | порядок Зонтикоцветные            |                     |  |                |                | род Бедренец         |  | еще 8 инфравидовых таксонов |  |                                                                                     |                                                                                     |  |
|  | отдел Цветковые, или Покрытосеменные |  |                                   |                                   | семейство Зонтичные |  |                |                | Бедренец козельцовый |  |                             |  |                                                                                     |                                                                                     |  |
|  | отдел Цветковые, или Покрытосеменные |  |                                   |                                   |                     |  |                |                |                      |  |                             |  |                                                                                     |                                                                                     |  |
|  |                                      |  | ещё 63 порядка цветковых растений | ещё 63 порядка цветковых растений |                     |  |                | ещё 447 родов  | ещё 447 родов        |  |                             |  |                                                                                     |                                                                                     |  |
|  |                                      |  |                                   | ещё 63 порядка цветковых растений |                     |  |                |                | ещё 447 родов        |  |                             |  |                                                                                     |                                                                                     |  |

### Инфравидовые таксоны
В статусе подтвержденных
- Pimpinella tragium subsp. depressa  (DC.) Tutin
- Pimpinella tragium subsp. glauca  (C.Presl) Brullo
- Pimpinella tragium subsp. lithophila  (Schischk.) Tutin  - Бедренец козельцовый подвид камнелюбивый, син. Бедренец дагестанский
- Pimpinella tragium subsp. polyclada  (Boiss. & Heldr.) Tutin
- Pimpinella tragium subsp. pseudotragium  (DC.) V.A.Matthews
- Pimpinella tragium subsp. titanophila  (Woronow) Tutin  - Бедренец козельцовый подвид известколюбивый

В статусе "непроверенных"
- Pimpinella tragium subsp. balearica  (Knoche)  Malag.

### Синонимы
- Apium tragium  Caruel
- Pimpinella apula  Bernh.
- Pimpinella canescens  Loisel.
- Pimpinella leucocarpa  St.-Lag.
- Pimpinella longiradiata  Boiss. & Heldr.
- Pimpinella manzanedoi  Sennen & Elias
- Pimpinella parnassica  Boiss. & Heldr. ex Boiss.
- Pimpinella titanophila var. tomiophylla  Woronow
- Pimpinella tomiophylla  (Woronow) Stankov ex Schischk.
- Pimpinella triradiata  Boiss.
- Tragium apulum  Heynh.
- Tragium canescens  Hoffm.
- Tragium columnae  Spreng.
- Tragium petraeum  Hoffm.